# 同化 (生物学)
同化（どうか、英: anabolism）は、同化作用（どうかさよう）とも呼ばれ、小さな部品から分子を構成する一連の代謝経路である。これらの反応にはエネルギーが必要であり、吸エルゴン過程とも呼ばれている。同化作用は代謝における構築の側面で、これに対して異化作用（異化とも呼ぶ）は分解の側面である。通常、同化作用は生合成と同義である。

## 経路
核酸、タンパク質、多糖類などの高分子を構築するための同化経路である重合反応は、モノマーを結合するために縮合反応を利用する。酵素や補因子を使用して、高分子はより小さな分子から作られる。

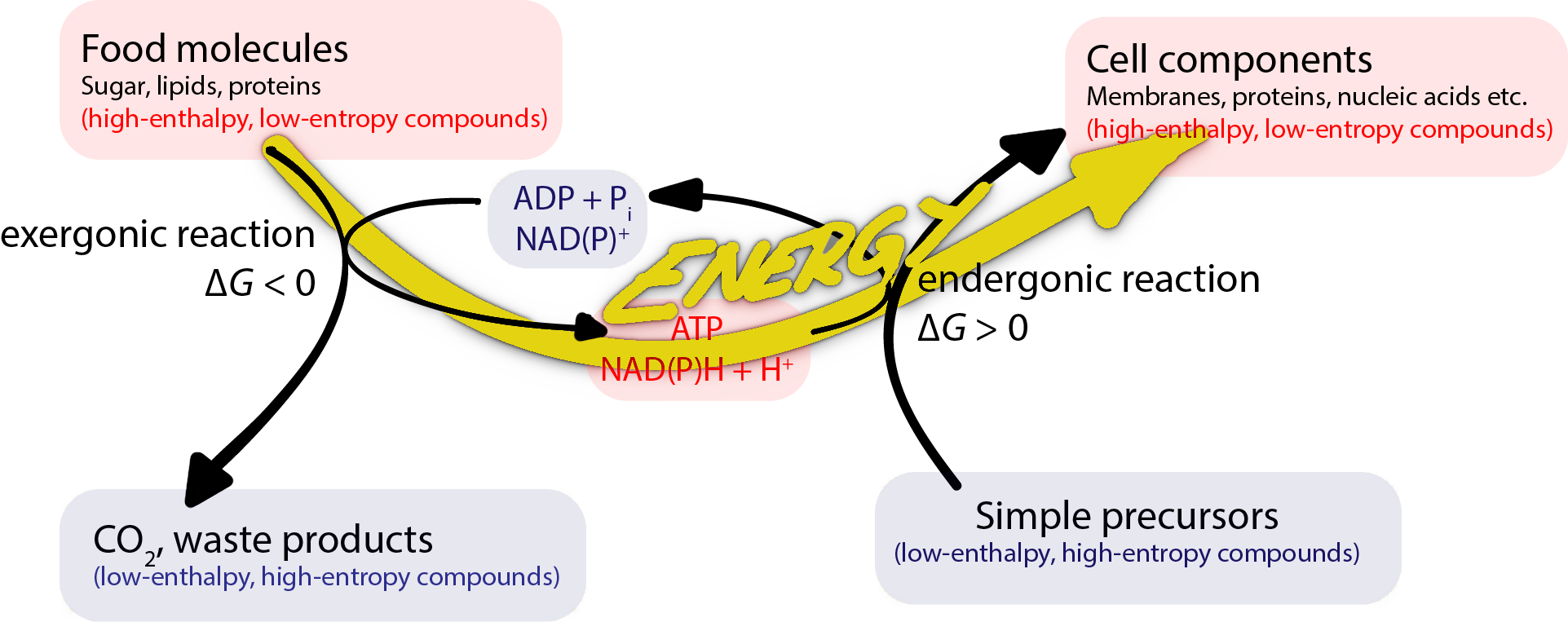
生物は平衡状態になく、その秩序を維持するために自由エネルギー(ΔG)の継続的な流入が必要である。食物の分解(左上から左下への矢印)は、エネルギーを発生する発エルゴン反応）である。また、生物が生命状態を維持するための分子を構築する同化作用(右下から右上への矢印)は、エネルギーを必要とする吸エルゴン反応）である。生物は両者を結びつけることによって、非平衡状態を維持している。ATPとNADHは、食物の分解と細胞内化合物の生合成をつなぐエネルギー担体として作用する。

### エネルギー源
同化作用は、大きな分子を小さな部分に分解して細胞呼吸に用いる異化作用から得られるエネルギーによって起こる。多くの同化過程は、アデノシン三リン酸（ATP）の切断を通じて起こる。通常、同化作用は還元を伴い、エントロピー減少させるため、エネルギー投入がないと不利となる。前駆体分子と呼ばれる出発物質は、ATPの加水分解、補因子NAD+、NADP+、FADの還元、あるいは他の有利な副反応を行って生み出された化学エネルギーを使用して結合される。ときには、細胞のリン脂質二重層の形成のように、疎水性相互作用によって分子が凝集する場合、エネルギーの投入なしでエントロピーによって結合が行われることもある。

### 補因子
還元剤であるNADH、NADPH、FADH2、ならびに金属イオンは、同化経路のさまざまな段階で補因子として機能する。NADH、NADPH、およびFADH2は電子伝達体として作用し、酵素内の荷電金属イオンは基質上の荷電官能基を安定化させる。

### 基質
同化のための基質のほとんどは、細胞内のエネルギー充足が高い期間に異化経路から取り出された中間体である。

## 機能
同化過程は、器官や組織を「組み立てる」方向に働く。このような過程で細胞は成長、分化し、複雑な分子が合成され、個体は大きくなる。同化の例としては、骨の成長や石灰化、筋肉量の増加があげられる。

### タンパク同化ホルモン
内分泌学者は慣例的に、代謝のどの部分を刺激するかに基づいて、ホルモンを同化型と異化型に分類してきた。古典的なタンパク同化ホルモンは、タンパク質の合成と筋肉の成長を促すタンパク同化ステロイド（アナボリックステロイド）、およびタンパク質・炭水化物・脂肪の代謝を調節するインスリンである。

### 光合成による糖合成
植物やある種のバクテリアの光合成による糖質合成は、CO2からグルコース、セルロース、デンプン、脂質、およびタンパク質などを生成する同化過程である。これは、光合成の光駆動反応から生成されたエネルギーを利用し、光合成炭素還元サイクル（別名: カルビン回路）による炭素同化（炭素固定とも）を介して、これらの大きな分子への前駆体を生成する。

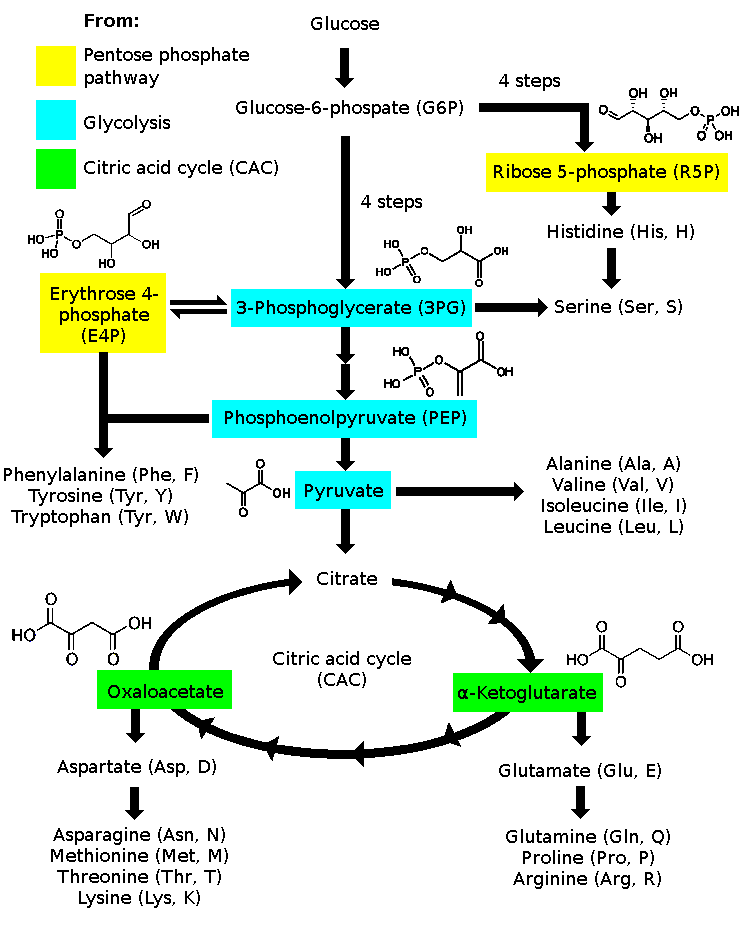
解糖およびクエン酸サイクルの中間体によるアミノ酸生合成の概要。

### アミノ酸生合成
すべてのアミノ酸は、解糖系、クエン酸回路、またはペントースリン酸経路の異化過程の中間体から形成される。解糖系からは、グルコース-6-リン酸がヒスチジンの前駆体として、3-ホスホグリセリン酸がグリシンおよびシステインの前駆体として、ホスホエノールピルビン酸が3-ホスホグリセリン酸誘導体のエリスロース-4-リン酸と結合してトリプトファン、フェニルアラニンおよびチロシンとして、ピルビン酸がアラニン、バリン、ロイシンおよびイソロイシンの前駆体としてそれぞれ生成される。クエン酸回路からは、α-ケトグルタル酸がグルタミン酸に、次いでグルタミン、プロリン、アルギニンに変換され、またオキサロ酢酸がアスパラギン酸に、次いでアスパラギン、メチオニン、スレオニン、リジンに変換される。

### グリコーゲン貯蔵
高血糖の時には、解糖によるグルコース-6-リン酸は、グリコーゲン貯蔵経路に転換される。それは、ホスホグルコムターゼによってグルコース-1-リン酸に変換され、次いでUTP--グルコース-1-リン酸ウリジルトランスフェラーゼによってUDP-グルコースに変換される。グリコーゲン合成酵素は、このUDP-グルコースをグリコーゲン鎖に付加する。

### 糖新生
グルカゴンは慣例上は異化ホルモンであるが、飢餓時に肝臓による糖新生の同化過程を刺激し、さらに低血糖を防ぐために腎皮質と腸を刺激する。これは、ピルビン酸をグルコースに変換する過程である。ピルビン酸は、グルコース、乳酸、アミノ酸、またはグリセロールの分解により生成される。糖新生経路には、解糖と共通する可逆的な酵素過程が多くあるが、解糖を逆行する過程ではない。これは、さまざまな不可逆的な酵素を使用して、経路全体が一方向にしか進まないようにするものである。

## 調節
同化作用は、触媒作用とは別の酵素で行われ、その経路のどこかで不可逆的な段階を経る。これにより、細胞は生産速度を調節し、異化作用で無限ループ（無益サイクルとして知られる）が形成されるのを防ぐことができる。
同化と異化のバランスは、ADPとATP、すなわち細胞のエネルギー充足に敏感である。細胞は、ATPが多いと同化経路を有利にして異化活動を遅らせ、ADPが多いと同化を遅らせて異化を有利にする。これらの経路は概日リズムによっても調節されており、解糖などの過程は一日を通して、動物の通常の活動期間に合わせて変動する。

## 語源
anabolismという言葉は新ラテン語に由来し、ギリシャ語のἁνά（上向き）とβάλλειν（投げる）を語源とする。